# 季洪
季洪（1913年—？），曾用名寄洪，女，江苏崇明（今属上海）人，中国妇女工作者、电影经济工作者，曾任中国电影家协会理事。